# Гнатюк Василь Андрійович
Василь Андрійович Гнатюк — (1999, м. Броди, Львівська область — 28 лютого 2022, с. Макарів Бучанський район Київська область) — український військовик, старший лейтенант Збройних сил України, брав участь у звільненні Києва під час російського вторгнення в Україну.
Народився 23 травня в 1999 році у місті Броди на Львівщині. 
```
 У 2021 році закінчив Харківський університет повітряних сил. 
```

Служив в 16 окремій бригаді армійської авіації Броди.
Після широко повномасштабного РФ агресії він з екіпажем виконували бойові вильоти в місті Макарів на Київщині. 
Загинув 28 лютого 2022 року в складі екіпажу вертольоту Мі-8 під час виконання польотного бойового завдання з відбиття збройної агресії російської федерації разом з Олександром Григор'євим та Дмитром Нестеруком. Похований в місті Броди на Львівщині. .
| Текст вилучений зі статті через підозру в порушенні авторських прав |
| --- |
| Текст, що раніше перебував на цій сторінці, запідозрено в порушенні авторських прав на текст із таких джерел: https://censor.net/ua/photo_news/3334669/u_brodah_na_lvivschyni_poproschalysya_iz_troma_aviatoramy_16yi_brygady_yaki_v_pershi_dni_viyiny_zagynuly Дата, коли було знайдено порушення: 20 грудня 2022. Тому, хто повісив цей шаблон: На сторінку обговорення користувача, який розмістив цю статтю, варто додати повідомлення {{subst:nothanks cv\|Гнатюк Василь Андрійович\|url=https://censor.net/ua/photo_news/3334669/u_brodah_na_lvivschyni_poproschalysya_iz_troma_aviatoramy_16yi_brygady_yaki_v_pershi_dni_viyiny_zagynuly}} --~~~~. |
| До уваги користувача, який розмістив цю статтю Не редагуйте статтю зараз, навіть якщо ви збираєтеся її переписати. Дотримуйтесь вказівок нижче. - Якщо власник авторських прав на зазначений вище матеріал дозволяє використовувати його на умовах GNU FDL без незмінюваних секцій та Creative Commons із зазначенням автора / розповсюдження на тих самих умовах, будь ласка, сповістіть про це на сторінці обговорення цієї статті. - Якщо правовласником є ви, додайте на зазначеному вище ресурсі примітку: «Матеріали дозволено використовувати на умовах GNU FDL без незмінюваних секцій та Creative Commons із зазначенням автора / розповсюдження на тих самих умовах». - Якщо дозволу на використання цього матеріалу немає, будь ласка, зробіть одне з двох: 1. Напишіть хоча б гарний накид статті на цій підсторінці. Зверніть увагу: не треба копіювати текст, що порушує авторські права, на зазначену підсторінку й редагувати його. Якщо ви взялися за написання нової статті, не забудьте сповістити про це на сторінці обговорення. 2. Залиште все як є, і тоді статтю буде вилучено. У випадку, якщо новий текст написано не буде, цю статтю буде вилучено через тиждень після появи цього попередження (детальніше див. документацію шаблону). Вихідний текст цієї статті з можливим порушенням копірайту можна знайти в історії змін. Зверніть увагу, що розміщення у Вікіпедії матеріалів, автор яких не надав явного дозволу на їхнє використання відповідно до ліцензії GNU FDL без незмінюваних секцій та Creative Commons із зазначенням автора / розповсюдження на тих самих умовах, може бути порушенням законів про авторське право. Користувачів, які додають до Вікіпедії такі матеріали, може бути тимчасово позбавлено права редагувати статті. Попри все, ми завжди раді вашим оригінальним статтям. Дякуємо. Цю сторінку внесено до категорії Вікіпедія:Можливе порушення авторських прав. |